# María Arias Bernal
María Arias Bernal, también conocida como María Pistolas, (1884-1923) fue una maestra y activista revolucionaria durante la presidencia de Francisco I Madero (1911-1913) hasta su asesinato en el golpe de Estado contrarrevolucionario de Victoriano Huerta. Arias destacó por defender con firmeza la tumba de Madero en la Ciudad de México, a pesar de las amenazas del régimen de Huerta.

## Biografía
Nacida en la Ciudad de México en 1884, Arias Bernal recibió su diploma de maestra con honores en 1904. Comenzó a enseñar y se convirtió en directora de la escuela en 1910. Eulalia Guzmán, Dolores Sotomayor, y Arias fundaron la Escuela Vocacional Corregidor de Querétaro con un plan de estudios que incluía lectura, escritura, aritmética, cocina, dibujo y costura, diseñado para ayudar a las mujeres a mejorar sus circunstancias económicas. Arias desempeñó el puesto de directora adjunta por un breve período de tiempo, porque pronto se unió al movimiento de Madero. Participó en la unidad educativa de alfabetización y se convirtió en la secretaria privada de Sara Pérez de Madero, esposa del presidente. Junto con Elena Arizmendi Mejía, promovió el trabajo de La Cruz Blanca Neutral.
Cuando el presidente Francisco I. Madero fue capturado, Arias y Eulalia Guzmán intentaron entrevistarse con el líder del golpe, Victoriano Huerta, para suplicar por la vida del presidente y del vicepresidente. Tras el asesinato de Madero, fundó el Club Femenil Lealtad con el fin de apoyar la causa alrededor de la tumba de Madero, con la esperanza de derrocar al presidente Huerta. Todos los domingos, realizaba manifestaciones alrededor de la tumba en La Piedad en el norte de la Ciudad de México. Compró una imprenta para imprimir volantes y, junto a Julia Nava de Ruisánchez, distribuía manifiestos anti-Huerta por toda la ciudad. Fue arrestada en 1913, después de atacar a Jorge Huerta, hijo del presidente, a quien sorprendió vandalizando la tumba de Madero.
Cuando el general Álvaro Obregón llegó a la Ciudad de México en 1914, preguntó quién había cuidado de la tumba del difunto presidente. Cuando se enteró de que había sido María Arias, sacó su arma, la levantó y declaró: «No tienen excusa los hombres que pudiendo cargar un fusil se han abstenido de hacerlo, por el temor de abandonar el hogar, las comodidades y los hijos; yo he abandonado a mis hijos huérfanos, y sin vacilar me he puesto al servicio de la causa nacional; pero la prueba de que sé admirar los valores de los demás, es que cedo mi arma a la señorita Arias, porque ella es digna de llevarla; esta arma que ha servido para la defensa de los intereses populares está tan bien en sus manos como lo ha podido estar en las mías». Como resultado, la prensa comenzó a llamarla «María Pistolas».
María Arias Bernal murió en la Ciudad de México en noviembre de 1923, cuando tenía 39 años de edad. A su funeral asistió el presidente Álvaro Obregón, quien hizo que se le concedieran los debidos honores.